# Big Brother (Glee)

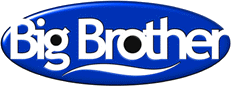

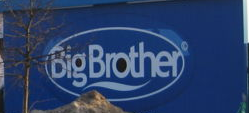

Big Brother (Hermano Mayor) es el decimoquinto episodio de la tercera temporada  y el quincuagésimo-noveno de la serie Glee. Fue estrenado el 10 de abril de 2012 en Estados Unidos por la cadena FOX.El egocéntrico Cooper Anderson (Matthew Bomer) regresa de Hollywood a Lima. Sue y Will lograrán que dé una clase sobre técnicas de actuación a New Directions. Quinn intenta ser optimista luego de su accidente y Artie la lleva a su realidad. Sue recibe noticias médicas que la obligarán a cambiar su actitud; y Puck le hará una propuesta laboral a Finn que cambiará el rumbo de su futuro con Rachel. 
El episodio recibió críticas mixtas a positivas, y la mayoría de los críticos elogió el desempeño de Bomer como el hermano mayor de Anderson. Los revisores se dividieron en sus opiniones sobre la trama de Quinn, aunque con ella en una silla de ruedas, había una serie de comentarios favorables acerca de sus escenas con Artie, que actuaban como su aprendiz en silla de ruedas. Sus dos canciones juntos se les dio una respuesta mixta diseñaada; por el contrario, «Somebody That I Used to Know» interpretados por Bomer y Criss se le dio una recepción buena, y vendió 152 000 copias digitales en los Estados Unidos. en su primera semana. La canción llegó en el Billboard Hot 100 por delante del otro dúo de Bomer y Criss, el popurrí de «Hungry Like the Wolf» y «Rio». Estas dos canciones, junto con «Fighter», fueron interpretadas por Criss se posicionarón en la gráfica Billboard'" Canadian Hot 100.
Tras su emisión inicial, este episodio fue visto por 6.760.000 espectadores estadounidenses y recibió una cuota en pantalla de 2.7/8 en la demográfica de 18-49.

## Trama
Quinn (Dianna Agron) sufre accidente la que ha dejado en sillas de ruedas, que sufre de una columna severamente aplastada. A su regreso a la escuela, ella interpretaa "I'm Still Standing" para el club glee con Artie (Kevin McHale), y les dice que está feliz de haber sobrevivido y no debería sentir lástima por ella: ella tiene algún sentimiento en su piernas y está planeando una recuperación completa.
El Director Figgins (Iqbal Theba) informa a Sue (Jane Lynch) que la entrenadora Roz Washington (Nene Leakes) es ahora co-entrenadora de las porristas de Sue. Sue hace un trato con Figgins: si ella ayuda a New Directions ganar la competencia nacionales de coros, puede recuperar el control exclusivo de las Cheerios. Sue ofrece Will (Matthew Morrison) su ayuda y se hace cargo de los ensayos de baile. Ella es una jefa dura que trastorna al coro.
Cooper Anderson (Matthew Bomer) el hermano mayor de Blaine (Darren Criss) es un actor en anuncios de televisión, visita a McKinley High y es tratado como una celebridad por el novio de Blaine, Kurt (Chris Colfer) y Sue. Blaine es infeliz, sin embargo, cuando después de que él y Cooper hacer un popurrí improvisada de dos canciones de Duran Duran en la sala del coro, Cooper encuentra fallas en el canto de Blaine. Sue Cooper recluta a dar una clase magistral en funciones de club, que contiene tales malos consejos que Blaine está consternado. Peor aún, Cooper posteriormente critica la actuación de Blaine en una escena de la clase.
La mayor parte de New Directions se va en un día al Six Flags, pero Artie lleva Quinn a un parque de skate diseñado para las personas con discapacidades a disfrutar de los deportes. Quinn tiene un gran tiempo, pero cuando Artie aborda la posibilidad de que ella siempre podría necesitar una silla de ruedas; ella afirma que ella volverá a caminar. Quinn más tarde es asistido por sus compañeros de "God Squad" Joe (Samuel Larsen), que ha estado orando por ella. Ella decide patrocinarlo para unirse al club glee.
Sue va al médico para averiguar el sexo de su bebé, acompañada con Emma (Jayma Mays) y Will. El médico dice que Sue está teniendo una niña, pero sus resultados de la amniocentesis muestran "irregularidades". Sue más tarde le dice a la animadora Becky (Lauren Potter), quien tiene síndrome de Down, que el bebé de Sue será "como ella"; Becky le dice a Sue que aprenda a ser paciente. 
Puck (Mark Salling) quiere que Finn (Cory Monteith) se uná a él en el movimiento de su negocio de limpieza de piscinas a California. Finn pone le pretextos, pero más tarde se aborda la posibilidad de su novia Rachel (Lea Michele) como alternativa a la de Nueva York. Ella está horrorizada, y dice que ella lo necesita a él con ella en Nueva York; él responde que ella necesita estar seguro de que ella lo ama por quien es, no que ella quiere que sea.
Kurt y Blaine insta a no renunciar a Cooper, que está en el auditorio, y Blaine canta un "I'm Still Standing" Después, Cooper le pide perdón a Blaine, y le dice que siempre ha sabido que Blaine tenía talento.Los dos se determinan a ser buenos hermanos.

## Producción
«Big Brother» es el cuarto episodio de la tercera temporada que fue dirigida por Eric Stoltz, y el segundo al ser escrito por Michael Hitchcock. El rodaje comenzó el 10 de febrero de 2012 y continuó por lo menos hasta el 21 de febrero.
La noticia de que Bomer había sido elegido como el hermano de Blaine apareció en los medios el 27 de enero de 2012. Bomer había sido sugerido a Glee por el cocreador Ryan Murphy que considere el uso de la canción de Gotye con Kimbra, "Somebody That I Used to Know", como dúo en la serie. Murphy ya había pensado en hacer la canción, y una semana después Bomer recibido un texto de Murphy preguntándole si "quería venir al programa a cantarlo". Las escenas de Bomer como Cooper fueron grabadas a partir 13 de febrero. Además, se informó a principios de febrero que habría una escena de flashback con Cooper y Blaine cuando eran niños.
Además del dueto en "Somebody That I Used to Know", Bomer y Criss realizar un popurrí de las canciones de Duran Duran "Hungry Like the Wolf" y "Rio" en el comenzó del episodio. Criss también canta "Fighter" de Christina Aguilera. Estas canciones fueron lanzadas como sencillos disponibles para descarga digital, juntó con otras dos canciones del episodio, "Up Up Up" y "I'm Still Standing", ambos interpretados por Agron y McHale.
Las estrellas invitadas recurrentes que aparecen en el episodio son Figgins (Itheba), la entrenadora Roz Washington (Leakes), los miembros del club glee Sam Evans (Chord Overstreet), Rory Flanagan (Damian McGinty) y Sugar Motta (Vanessa Lengies), animadora Becky Jackson (Potter ) y reciente estudiante de transferido al McKinley Joe Hart (Samuel Larsen).

## Recepción

### Audiencia
«Big Brother» fue transmitida el 10 de abril de 2012, en los Estados Unidos por Fox. Recibió una cuota en pantalla de 2,7/8 en la demográfica de 18-4, y alcanzó un total de 6.760.000 espectadores estadounidenses durante su emisión inicial, una disminución de aproximadamente 10% de su episodio anterior "On My Way", que fue transmitido el 21 de febrero de 2012. la audiencia aumentó en Canadá, con un total de 1,79 millones de espectadores vieron el episodio en el mismo día de su estreno en Estados Unidos. Fue el décimo programa más visto de la semana.
En el Reino Unido, "Big Brother" se estrenó el 12 de abril de 2012, y fue transmitido por la cadena Sky 1 fue seguida por un total de 759.000 espectadores. La audiencia se redujo ligeramente de "On My Way", que alcanzó un promedio de 763.000 espectadores cuando se emitió dos semanas antes. En Australia, "Big Brother" fue transmitido el jueves 12 de abril del 2012 fue visto por 655.000 espectadores, un aumento de más del 17% de los 558.000 espectadores de "On My Way" el 23 de marzo de 2012. Este hecho hizo a Glee el duodécimo programa más visto de la noche.

### Críticas
El episodio recibió mezclado a críticas positivas, aunque la mayoría de las revisiones expresaron entusiasmo por la estrella invitada Bomer como el hermano mayor de Anderson.Jeff Dodge de BuddyTV escribió que el episodio fue "muy fuerte", mientras que Todd VanDerWerff  de The AV Del Club le dio al episodio una calificación "B", lo llamó "olvidable" aparte de la actuación de Bomer, que la ha calificada "absolutamente fantástico". Erin Strecker de Entertainment Weekly caracterizan el episodio como algo "diveritdo" y Rae Votta de Billboard expresó sentimientos similares, aunque también dijo que "sin duda hay que mejorar" después de un show que era "más dificultoso en esencia". Jen Chaney del Washington Post describió como un "episodio bastante mediocre".
Bomer recibió elogios de la mayoría de los críticos. Crystal Bell del Huffington Post llamó su aparición como "un papel perfecto" y Bomer como una de sus estrellas favoritas invitada. Strecker y VanDerWerff alabaron a los consejos de actuación "con mucha gracia" en la clase magistral de Cooper, y VanDerWerff dijo que la historia de Blaine está "eclipsada por su hermano mayor". Bobby Hankinson del Houston Chronicle no le gustaba el aspecto de Cooper, y lo describió como "una comedia de enredo de cliché de la vieja escuela para presentar a los miembros perdidos de la familia ya hace mucho tiempo".
La historia de Quinn recibió comentarios muy divergentes. Hankinson pensaba que los escritores habían perdido la oportunidad de "hacer algo tremendamente audaz" y también en achicar el tamaño del personaje. Raymund Flandez de The Wall Street Journal caracterizó su mensaje como "pasemos al último momento amigo, no hay nada que ver aquí", agregó que "no había ni siquiera un rasguño en la cara", y concluyó que era "bueno saber que los toques de ironía no han dejado el espectáculo".Strecker llama a Quinn "una caminante rotativa del PSA acerca de los peligros del mensajes de texto".  Dodge dijo que una de sus "escenas favoritas" del episodio era "cuando Artie trata de conseguir que Quinn logre girar su silla de rueda en una rampa para discapasitados fuera del McKinley". VanDerWerff destacó la "química" de la pareja como amigos,y Erica Futterman de la revista Rolling Stone describió "la escenas de los chicos y Quinn en sillas de ruedas emotiva a Artie" como la "segunda mejor escena sobre el episodio". Michael Slezak de TVLine expresó el deseo de que los extras en la escena en el parque de skate "en realidad habían tenido la oportunidad de, um, hablar como seres humanos reales, no solo como puntales para un número musical". VanDerWerff comento del episodio "dio a Dianna Agron más tonos de interpretación que ella usualmente no pidé, y que era una buena objetividad".
Mientras que la historia del embarazo de Sue seguía siendo impopular entre algunos críticos, Bell comprendió, el descubrimiento de que su hija podría tener síndrome de Down y su relato a Becky al respecto llevó a Bell a afirmar que tenía "siempre sentí que la relación entre Sue y Becky fue uno de los mejores logros de Glee ". Strecker señaló que "sus escenas juntos son siempre algunos de mis favoritos ", y elogiaron la escena del episodio calificándola de "conmovedora de corazón a corazón", Dodge también la elogió como "muy conmovedora"-la escena donde Becky le da a Sue un consejo de "sobre la pasencia".

### Números Musicales
Las actuaciones musicales se les dio una mediana de respuesta positiva en general, y la canción final, líricamente Alguien que solía conocer», recibió la acogida más entusiasta. Bell lo llamó el "punto culminante del episodio", y que era actuación favorita de Hankinson:.«Bomer y Criss hicieron un trabajo fantástico en el capítulo». Futterman dijo que fue inicialmente desconcertante imaginar dos hermanos cantando sobre un «amor familiar», pero señaló que «era menos raro en contexto». Flandez sintió que la conversión de la canción como una «sesión de terapia de Caín y Abel», a pesar de ser «cantada magníficamente», no obstante, era «el dúo menos decepcionante», pero Slezak dio el rendimiento de una «A-», y escribió: «compré la angustia de los hermanos en la sala, y Matt Bomer realmente es un tipo carismático, ¿no?». Strecker dio a la canción una «A» y declaró, «los escritores de Glee en este episodio no solo recogierón canciones divertidas, pero también realizan un seguimiento del cual eran todos muy apasionados en términos de mover la trama hacia adelante».
Gotye se informó inicialmente que se ha impresionado con la interpretación de su canción en Glee, pero más tarde afirmó que sus palabras habían sido sacadas de contexto. El 22 de abril de 2012, dos periódicos australianos, el Sunday Mail y el Sunday Herald Sun, lo citaron como habiendo dicho: «Hicieron un acorde de este canción fiel a los arreglos instrumentales, pero las voces tenian ese estilo pop». La cita del correo continuó «sonaba bastante seco, afinado y duro no tiene ningún sentido real, como si estuviera interpretándolo dentro de una caja de cartón». The Herald Sun's la repetición de la cita se produjo después de un período: «Se escuchó lo malo y lo elegante».  Gotye en una entrevista al día siguiente de que él se había referido a «esta sorpersa xilófona en mi canción es una especie de mala muerte no solo en la versión interpretada, sino la canción original». Y añadió: «Pensé que era realmente inteligente para transponer la canción a dos chicos ... Fue una gran idea». En una entrevista publicada diez días más tarde, dijo el productor musical ejecutivo Adam Anders que aunque la versión de iTunes de la canción que el programa lanzado era «muy cierto« para Gotye de que en el propio episodio, «la realidad es, que era más pobre» .
Las dos canciones interpretadas por Artie y Quinn no fueron revisados con el mismo entusiasmo. Tanto Futterman y Slezak aprobarón las armonías en «I'm Still Standing», aunque Futterman pensó que el número se sentía «más moderada de lo que habría que esperar», y Slezak escribió que «la selección de la canción era un poco gremida» él añadió una calificación de «B» . Chaney dio a la canción una «C» y dijo que «algo acerca de este segmento no fue tan dinámico como debería haber sido». Votta y Strecker ambos describierón a la actuación como «agradable», este último también agregó le dio una «B». Strecker dio una "B» a la otra canción, "Up, Up, Up", que decía que era «sobre todo la música de fondo» y la canción en sí «no particularmente memorable»-  Chaney era mucho más de cortesía caracteriza la actuación como «el conjunto pieza más enérgica de la noche», que «hizo buen uso de la canción Givers infecciosa». Futterman pensó que "las voces dulces funcionan bien para Artie y Quinn», pero Votta escribió que «la voz es tan confusa que podría ser cualquier persona".
La otra actuación de Criss y Bomer, de «Duran Duran Hungry Like the Wolf» y «Rio», se le dio una recepción modestamente positivo. Strecker le dio una «A-» y lo calificó como un «auténtico lujo» con «una coreografía realmente divertida».  Slezak, por su parte, describe a la coreografía como «peculiar», y calificó a la canción una «B». Sullivan escribió: "sobre el papel puede no haber parecido la mejor idea, pero, sinceramente era un producto sobresaltado" Chaney señaló que «era divertido verlos», pero calificó al rendimiento con una «C»; aunque se preguntó si estaba entusiasmada por su «agradecimiento de toda la vida a Duran Duran». La interpretación solista de Criss en «Fighter» recibió una gama más amplia de opiniones. Tanto Chaney y Slezak dio a la canción una «B».Chaney dijo que cantó la canción «con convicción» y felicitó a las escenas «visualmente atractivas».  Strecker escribió que «la la energía y el impacto emocional totalmente exploto» y dio a la canción un «A-», aunque también afirmó que «la conversación que canta al principio era una escena rara». Votta dijo que «vocalmente, Darren Criss encarna en la canción», pero ella caracteriza la puesta en escena como «demasiado irregular» y las transiciones no son «tan suaves como podrían ser». Flandez llama la selección de la canción «desconcertante», y VanDerWerff dijo que la actuación fue «completamente ridícula».